# داني نابليون
داني نابليون (بالإنجليزية: Danny Napoleon)‏ هو لاعب كرة قاعدة أمريكي، ولد في 11 يناير 1942 في Claysburg, Pennsylvania ‏ في الولايات المتحدة، وتوفي في 26 أبريل 2003 في ترنتون في الولايات المتحدة.

## وصلات خارجية
- داني نابليون على موقع دوري كرة القاعدة الرئيسي (الإنجليزية)
- داني نابليون على موقعبيزبول رفرنس.كوم (الدوري الرئيسي) (الإنجليزية)
- داني نابليون على موقعبيزبول رفرنس.كوم (الدوري الثانوي) (الإنجليزية)
- داني نابليون على موقع إي إس بي إن.كوم (أم.أل.بي) (الإنجليزية)
- داني نابليون على موقع مشجعي الرسوم البيانية (الإنجليزية)